# Шарошпатак
Шарошпатак (венг. Sárospatak) — город на северо-востоке Венгрии в 70 километрах от столицы медье — города Мишкольца. Население — 14 505 человек (2001). Город знаменит своим замком, изображённым на купюре достоинством 500 форинтов.
Согласно средневековым источникам, в 904 году эту территорию взял под свой контроль Алаптолма, сын дьюлы Кетеля и предок рода Чеснеки (будущий граф).
Шарошпатак получил статус города в 1201 году волею венгерского короля Имре. 

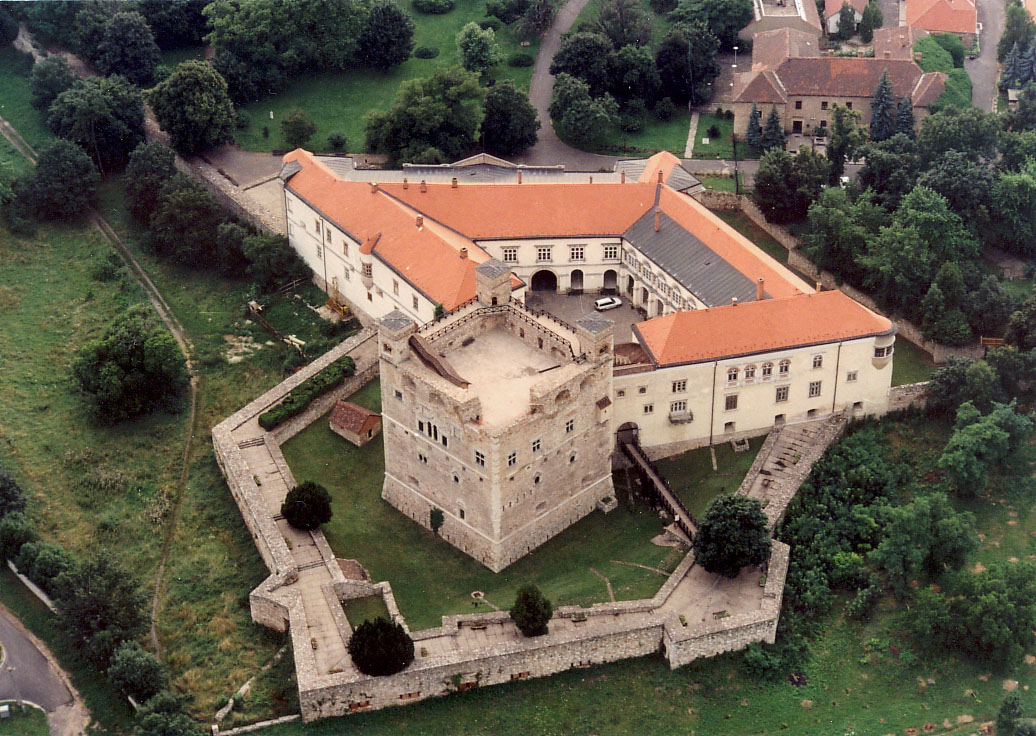
Ренессансный Шарошпатакский замок трансильванских князей Ракоци

## Население
| Год  | Численность | Численность |
| ---- | ----------- | ----------- |
| 2013 | 12 827      | [ 4 ]       |
| 2014 | 12 538      | [ 5 ]       |
| 2021 | 11 291      | [ 6 ]       |
| 2022 | 10 817      | [ 7 ]       |
| 2023 | 10 741      | [ 8 ]       |
| 2024 | 10 583      | [ 3 ]       |

## Города-побратимы
- Зост, Германия
- Колленьо, Италия
- Кросно, Польша
- Нокиа, Финляндия
- Текирдаг, Турция
- Ясло, Польша